# Баат
Баат або Баат Мак Маґоґ — постать у легендарній історії Ірландії. Він був сином Маґоґа, сином Яфета прабатьком скіфів, сином Ноя та батьком Феніуса Фарсаїда, за версією «Книги захоплення Ірландії» Лебора Габала Еренна, також відомої як «Велика книга Лекана». Його описують як вихідця зі Скіфії та готів або геділів. За тією ж версією історії, у нього було чотири брати: Іват, Барахан, Емот і Айтехта. Але історія далі стверджує, що «…Фейній Фаррсайд був сином Баата, сином Ібата, сином Гомера та сином Яфета (Яфета)».
У джерелах є кілька конкуруючих генеалогій, які виводять Фенія, Бааса, мілетійців тощо, від Магога, Гомера або іноді навіть від Явана. У деяких версіях Баат або Ібат займають ту ж позицію, що й Ріфат Шотландець (Ріфат, син Гомера), тоді як в інших сам Феній трактується як взаємозамінний з Ріфатом Шотландцем. Найдавніші традиції щодо Фенія та Баата в «Auraicept na n-Eces» (приблизно VII століття), здається, поєднують фігури з подвигами, розміщеними біля Вавилонської вежі та під час Виходу Мойсея. Значна частина цього також відображена в Historia Brittonum (ІХ ст.), яка містить подібні історії, а також виводить походження європейців, зокрема, через Баата, сина Йовата, сина Йохама, або Явана, сина Яфета. У набагато ранішій розповіді Псевдо-Філона (бл. 70 р.) сини Яванового сина Доданіма називаються Ітеб, Беат і Фенех; останній із них став князем яфетян під час будівництва Вавилонської вежі.